# Institución Atlética Potencia
L'Institución Atlética Potencia, meglio nota semplicemente come Potencia, è una società calcistica di Montevideo, in Uruguay.

## Storia
Fondato il 13 febbraio 2001, il club ha sede nel quartiere montevideano de La Teja ed è uno dei più giovani attualmente militanti nel campionato uruguaiano.
Nella stagione 2010-2011, il Potencia ha fatto il suo esordio ufficiale nelle competizioni AUF, partecipando al campionato di Segunda División Amateur.

## Palmarès

### Altri piazzamenti
- Primera División Amateur de Uruguay:

Terzo posto: 2019